# البنك الوطني الفلاحي
البنك الوطني الفلاحي (بالفرنسية: Banque nationale agricole)‏ هو مصرف تجاري تونسي تأسس في 1 جوان 1959 باسم البنك القومي التونسي. وفي 24 جوان 1959، اتحد البنك القومي التونسي مع البنك القومي للتنمية الفلاحية فصار اسمه البنك القومي الزراعي، ثم غير اسمه إلى البنك الوطني الفلاحي.

الشعار القديم للبنك القومي الفلاحي